# Hydrorybina
Hydrorybina là một chi bướm đêm thuộc họ Crambidae.